# Reserva cognitiva
O termo reserva cognitiva descreve a resistência da mente às lesões no cérebro. A resiliência da mente é avaliada em termos comportamentais, enquanto que os danos neuropatológicos são avaliados em termos histológicos. Existem dois modelos que podem ser usados quando se explora o conceito de reserva: a "reserva cerebral" e a "reserva cognitiva". Estes termos, embora usados indistintamente na literatura, oferecem uma forma simples de discutir os modelos; usando uma analogia, a reserva cerebral pode ser vista como o hardware e a reserva cognitiva como o software. Um estudo publicado em 1988 que relatava as observações de autópsias em 137 idosos revelou, de forma inesperada, que havia uma discrepância entre a neuropatologia da doença de Alzheimer e as manifestações clínicas da doença. Alguns participantes cujos cérebros tinham manifestações patológicas extensas das doenças, clinicamente tinham poucas ou nenhumas manifestações da doença. Os investigadores especularam duas possíveis explicações para este fenómeno: que estas pessoas possam ter tido Alzheimer incipiente, mas algum fator impediu a perda de números significativos de neurónios, ou que iniciaram o processo da doença com cérebros maiores e um maior número de neurónios, pelo que se podia afirmar que tinham uma maior "reserva".
A Reserva Cognitiva é definida como as diferenças individuais na capacidade cerebral ou no processamento cognitivo para lidar com lesões no sistema nervoso. Este construto, frequentemente associado ao nível educacional e a experiências intelectuais, foi proposto para tentar explicar a discrepância entre severidades de marcadores patológicos e manifestações clínicas em transtornos neurológicos.
Este estudo despertou o interesse clínico na área, tendo sido realizados estudos posteriores para confirmar as observações iniciais. Foi demonstrado que quanto maior era a reserva, maior o intervalo de tempo até se manifestarem os sintomas clínicos da doença. Os estudos posteriores observaram ainda que quando as pessoas com maior capacidade começavam a manifestar degenerência, o declínio era mais rápido, o que provavelmente indicaria a falha de todos os sistemas compensatórios do indivíduo com maior capacidade de resistir às lesões neuropatológicas.